# Abertura Filippov
A abertura Filippov do jogo de damas brasileiras, nomeada em homenagem ao damista Vasilij Grigorʹevič Filippov (Василий Григорьевич Филиппов), é caracterizada pelos lances

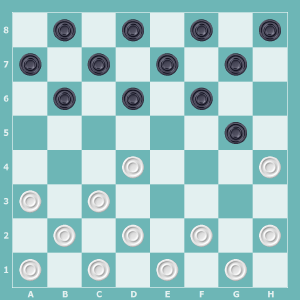

1.e3-d4 h6-g5 2.g3-h4